# Fatima bint Muhamed
Fatima bint Muhamed ibn Abdulah ibn Abdulmutalib ibn Hašim (615 - 632), takođe poznata kao Fatima az-Zehra (arap. فاطمة الزهراء), bila je četvrta i najmlađa kći poslanika Muhameda.. Rođena je godinu dana pre Muhamedovog poslanstva kada je Muhamed imao 39 godina. Fatimina majka je bila Hatidža, jedina supruga poslanika Muhameda sa kojom je imao potomstvo. Bila je sa Muhamedom svo vreme njegovog progona, kao i u vreme preseljenja u Medinu. Njen muž je bio Alija, zadnji od pravednih kalifa, a njena deca su Hasan i Husein, koji su bili drugi i treći šijitski imam, respektivno. Ona je predmet ljubavi i poštovanja muslimana, budući da je bila dete najbliže ocu i da ga je podržavala dok se suočavao sa teškoćama. Ona je bila podržavalac i brižni staratelj svog muža i dece, i bila je jedino Muhamedovo dete koje je imalo mušku decu, koja su živela nakon detinjstva, čiji su se potomci raširili po islamskom svetu i poznati su kao Seidi.
Fatima je jedna od najpopularnijih ženskiih imena u muslimanskom svetu. Fatima je vitalni karakter u islamskoj religiji. Iako postoji kontroverza između različitih sekti islama u pogledu njene političke uloge, ona je kći Muhameda, i stoga je muslimani poštuju.

## Fatimino rođenje
Poslaniku Muhamedu su svi sinovi umrli kao deca, pa su ga njegovi mekanski protivnici pogrdno nazivali „kusavim” ili čovekom bez repa, tj. bez poroda.
Neki istoričari tvrde da su Zejneba, Um Kulsum i Rukaja zapravo kćeri Muhamedove supruge Hatidže iz prvog ili drugog braka, te da je Fatima jedina Poslanikova kći, uzimajući kao dokaz za to suru Kevser. Činjenica je da je Muhamed mnogo puta spominjao Fatimu u svojim hadisima, a druge tri devojke nije spominjao. Takav tretman svoje dece ne bi mu priličio. Osim toga, Hatidža je već imala 40 godina kada se udala za njega, a iza sebe je imala dva preminula muža.

## Udaja
Muhamed ju je udao za svog amidžića Aliju. Kada je Alija došao kod Muhameda da prosi Fatimu požalio se da nema novca za svadbu. Na to mu je poslanik Muhamed rekao da proda oklop koji je dobio kao plen u bici na Bedru, što je ovaj i učinio, i prodao ga Osmanu za 450 dirhama i napravio svadbu. Alija je Fatimi dao mehr, venčani dar u iznosu od 400 miskala. Muhamed je svojoj najmlađoj kćerki obezbedio miraz koji se sastojao od kreveta, prekrivača od platna, narukvica, dva jastuka sa platnom za njih, mešine za vodu, čaše i dva glinena ćupa. 
U toku njihovog braka Aliji je bilo ponuđeno da se oženi sa kćerkom Ebu Džehla, koji je bio jedan od najvećih Muhamedovih protivnika. Muhamed je, nakon što mu je ovo rekla, otišao u džamiju i rekao prisutnima da ne odobrava taj brak i da je jedini način da se taj brak ostvari da se Alija predhodno razvede od Fatime. Nakon toga, Alija je odustao do tog braka.
U nekoliko navrata, Muhamed je nazivao Fatimine sinove i svoje unuke Hasana i Huseina ‘svojim sinovima’: „Alah je izveo potomstvo svakog Božijeg poslanika iz njegovih bokova, dok je postavio moje potomstvo u bokove ovoga (čoveka)” – pokazujući na Alija.
Imao je običaj da miluje Hasana i Husejna po kosi, uz reči: „Svi sinovi pripadaju svojim očevima, jer se njihovo srodstvo veže za njihovog oca, osim Fatiminih sinova, jer sam ja njihov otac i njihovo srodstvo”

## Fatimin život
Fatima je bila Muhamedovo najdraže dete. U jednom hadisu se prenosi da je Muhamed rekao da je ona jedna od četiri najbolje žene. Živela je skromno i siromašno. Sama je radila svoje kućne poslove. Jednom prilikom, kada više nije mogla da podnese teške poslove koje je obavljala obratila se svome ocu da joj nađe sluškinju koja će joj biti ispomoć, što je on odbio uz objašnjenje da se siročićima šehida sa bitke na Bedru mora posveti veća pažnja nego njoj. Fatimu su strašno pogađale ružne stvari koje su nevernici činili njenom ocu. Aiša, druga supruga poslanika Muhameda kaže da je Fatima po ponašanju i osobinama bila najsličnija Muhamedu. Bila je skromna i stidljiva. Zbog siromaštva ona i njen suprug Alija često su gladovali. Jednom prilikom tri dana za redom u mesecu ramazanu je svoju hranu dala prosjacima koji su joj došli na vrata i sama ostala bez obroka. O tome je objavljena kuranska sura Insan ili Dahr: „...Oni su zavet ispunjavali i plašili se Dana čija će kob svuda prisutna biti, i hranu su davali – mada su je i sami želeli – siromahu i siročetu i sužnju. Mi vas samo za Alahovu ljubav hranimo, od vas ni priznanja ni zahvalnosti ne tražimo. Mi se Gospodara našeg bojimo, onoga Dana kada će lica smrknuta i namrgođena biti. I njih će Alah strahote toga Dana sačuvati i blaženstvo i radost im darovati ...” (76:7-11).

## Potomstvo
Fatima je rodila petoro dece,dve devojčice i tri dečaka. Imena sinova su Hasan, Husejn i Muhsin. Imena kćeri: Umu Kušum i Zejneb. Preko Fatiminog potomstva se nastavila Muhamedova loza. Zajedno sa Muhamedom, Alijom, Hasanom i Husejnom, ona sačinjava tzv. ehli-bejt, svetu porodicu čiji je zadatak očuvanje islamske tradicije.

## Smrt
Poslanik Muhamed je rekao da će Fatima biti prva od njegove rodbine koja će ga sresti u dženetu. Fatima je zaista umrla prva od Muhamedove rodbine, šest meseci posle njegove smrti, trećeg dana meseca Ramazana. Pošto je još za života izrazila želju da se pored propisanog načina pokrivanja mrtvaca njeno telo dodatno pokrije platnom koje je bila pripremila, to je i učinjeno. Takođe, u skladu sa njenom željom, sahranjena je noću, jer nije želela da nepoznati ljudi vide njeno telo.

## Literatura
- Al-Bukhari, Muhammad. Sahih al-Bukhari, Book 4, 5, 8.
- Al-Tabari, Muhammad ibn Jarir (1987—1996). History of the Prophets and Kings, V.2. SUNY Press.
- Ibn Hisham, Abdul Malik (1955). Al-Seerah Al-Nabaweyah (السيرة النبوية – Biography of the Prophet). Mustafa Al Babi Al Halabi (Egypt). (In Arabic)
- Nahim, Hassan A. (28. 8. 2012). The Division After Prophet Muhammad. Xlibris Corporation. ISBN 978-1-4771-4800-6.
- Morrow, John Andrew (11. 11. 2013). Islamic Images and Ideas: Essays on Sacred Symbolism. McFarland. ISBN 978-0-7864-5848-6.
- Chittick, William C. (1981). A Shi'ite Anthology. SUNY Press. ISBN 978-0-87395-510-2.
- Ordoni, Abu Muhammad (2012). Fatima (S.A.) The Gracious. Ansariyan Publications.
- Armstrong, Karen (1993). Muhammad: A Biography of the Prophet. San Francisco: Harper. ISBN 978-0-06-250886-7.
- Ashraf, Shahid (2005). Encyclopedia of Holy Prophet and Companions. Anmol Publications PVT. LTD. ISBN 978-81-261-1940-0.
- Ayoud, Mahmoud (1978). Redemptive Suffering in Islam: A Study of the Devotional Aspects of (Ashura) in Twelver Shi'Ism.
- Buehler, Arthur, Fatima, in Muhammad in History, Thought, and Culture: An Encyclopedia of the Prophet of God (2 vols.), Edited by C. Fitzpatrick and A. Walker, Santa Barbara, ABC-CLIO. 2014.  978-1-61069-177-2.
- Esposito, John (1990). Oxford History of Islam. Oxford University Press. ISBN 978-0-19-510799-9.
- Madelung, Wilferd (1998). The Succession to Muhammad: A Study of the Early Caliphate. Cambridge University Press. ISBN 978-0-521-64696-3.
- Esposito, John (1998). Islam: The Straight Path (3rd изд.). Oxford University Press. ISBN 978-0-19-511234-4.
- Fadlullah, Sayyid Muhammad Husayn. Fatimah al-Ma`sumah (as): a role model for men and women. London: Al-Bakir Cultural & Social Centre.
- Ghadanfar, Mahmood Ahmad (2001-01). Great Women of Islam. Darussalam. ISBN 978-9960-897-27-1. Проверите вредност парамет(а)ра за датум: |date= (помоћ)
- Madelung, Wilferd (1997). The Succession to Muhammad: A Study of the Early Caliphate. Cambridge University Press. ISBN 978-0-521-64696-3.
- Ordoni, Abu Muhammad; Qazwini, Muhammad Kazim (1992). Fatima the Gracious. Ansariyan Publications. ASIN B000BWQ7N6.
- Parsa, Forough (فروغ پارسا) (2006). „Fatima Zahra Salaamullah Alayha in the works of Orientalists" (فاطمهٔ زهرا سلام‌الله علیها در آثار خاورشناسان)”. Nashr-e Dānesh. 22 (1). 0259-9090. (In Persian)
- Tahir-ul-Qadri, Muhammad (2006). Virtues of Sayyedah Fatimah. Minhaj-ul-Quran Publications. ISBN 978-969-32-0225-0.
- The Life of Fatimah  Архивирано на веб-сајту  (27. март 2013)
- Fatimah al-Ma`sumah (as): a role model for men and women  by Mohammad Hussein Fadlallah
- The world’s most outstanding Lady: Fatima az-Zahra’  by Naser Makarem Shirazi
- Fatima is Fatima by Ali Shariati
- Fatima (S.A) The Gracious by Abu Muhammad Ordoni
- Behar al-Anwar, Volume 43 Архивирано на веб-сајту  (6. новембар 2021) Bihar al-Anwar (Oceans of Light) a compendium of Ahadith by Muhammad Baqir Majlisi, (1110 AH/1698 AD) Translated to English by Muhammad Sarwar, (Muhammad Shaykh Sarwar), Publication 2015
- "Fatima's life", a chapter from Muntahi al-Amal, by Abbas Qomi
- Encyclopædia Britannica Online. Encyclopædia Britannica. Недостаје или је празан параметар |title= (помоћ)
- Amin, Hassan (1968). Islamic Shi'ite Encyclopedia. Beirut: SLIM Press. Недостаје или је празан параметар |title= (помоћ)
- Vacca, V. „Fāṭima”.  Ур.: P.J. Bearman; Th. Bianquis; C.E. Bosworth; E. van Donzel; W.P. Heinrichs. Encyclopaedia of Islam Online. Brill Academic Publishers. ISSN 1573-3912.
- MSN Encarta. Недостаје или је празан параметар |title= (помоћ)
- McAuliffe, Jane Dammen;  ., ур. (2001—2006). „Fāṭima”. Encyclopaedia of the Qur'an 1st Edition, 5 vols. plus index. Leiden: Brill Publishers. ISBN 978-90-04-14743-0.
- Encyclopædia Iranica. Center for Iranian Studies, Columbia University. ISBN 978-1-56859-050-9. Недостаје или је празан параметар |title= (помоћ)